# Староселье (Кричевский район)
Староселье (бел. Стараселле) — деревня в Кричевском районе Могилёвской области Белоруссии. Входит в состав Бельского сельсовета.

## География
Деревня находится в северо-восточной части Могилёвской области, в пределах Оршанско-Могилёвской равнины, вблизи государственной границы с Российской Федерацией, на правом берегу реки Сож, на расстоянии примерно 11 километров (по прямой) к северо-северо-востоку (NNE) от Кричева, административного центра района. Абсолютная высота — 146 метров над уровнем моря. К западу от населённого пункта проходит республиканская автодорога Р15.

## История
В конце XVIII века деревня входила в состав Мстиславского воеводства Великого княжества Литовского.
Согласно «Списку населенных мест Могилёвской губернии» 1910 года издания населённый пункт входил в состав Старосельского сельского общества Малятичской волости Чериковского уезда Могилёвской губернии. В деревне имелось 75 дворов и проживало 740 человек (371 мужчина и 369 женщин).
27 сентября 2024 года Лобковичский сельсовет Кричевского района Могилёвской области переименован в сельсовет «Бельскі» (на русском языке – «Бельский»).

## Население

### Численность
- 2009 год — 15 жителей

### Динамика
- 2009 год — 15 жителей